# Impatiens tenella
Impatiens tenella är en balsaminväxtart som beskrevs av Heyne och Joseph Dalton Hooker. Impatiens tenella ingår i släktet balsaminer, och familjen balsaminväxter. Inga underarter finns listade i Catalogue of Life.